# Laniipriva
Laniipriva és un gènere monotípic d'arnes de la família Crambidae descrit per Eugene G. Munroe el 1976. Conté només una espècie, Laniipriva antobliqua, descrita pel mateix autor el mateix any, que es troba a Veneçuela.